# 융커스 Ju 188

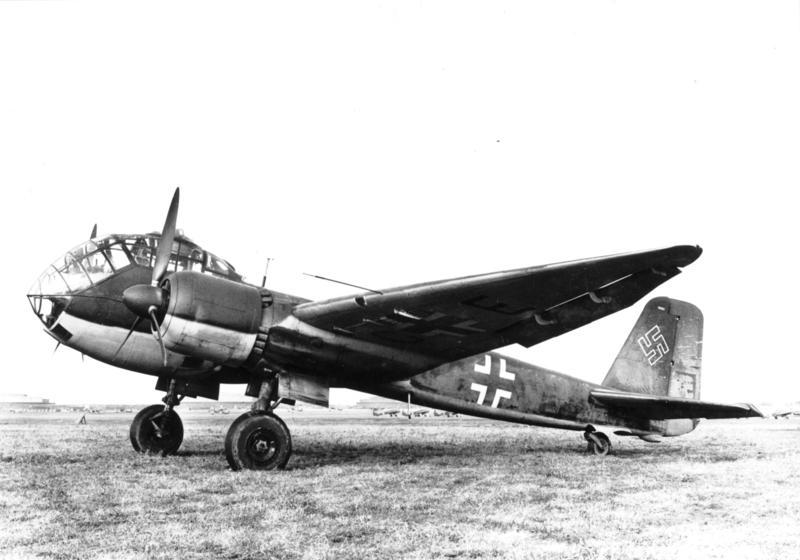

융커스 Ju 188은 제2차 세계 대전 중 만들어진 독일 루프트바페의 중형 폭격기이다.

## 개발 배경
바이마르 공화국의 정권을 한 손에 그러쥔 나치가 국영화시킨 융커스(Jukers AG)는 1936년에 고속폭격기(Schnellbomber)로 알려진 루프트바페의 신형 전술폭격기 획득사업에 Ju 85와 Ju 88에 대한 제안서를 제출했다. 그러나 Ju 85는 쌍수직미익, Ju 88은 단일 미익을 사용했다는 점만 다를 뿐 두 기종의 설계는 규모부터 예상 성능까지 거의 동일했다. 공군 병기국에서 이런 문제를 지적당하자 융커스 기술진들은 Ju 88B의 수정된 설계안을 제시했는데, 이것도 원래의 디자인과 비슷하지만 부풀어오르고 플렉시 글래스로 덮여 마치 계란형 온실처럼 보이는 기수가 독특했다. 이것은 하인켈 He 111P 이후 거의 모든 독일제 폭격기가 소위 "총알-코"라고 불리던 설계 철학과는 전혀 달라보였다. Ju 88B의 새로운 노즈 디자인은 Ju 88V7 프로토타입에서 개척된 솔리드 노즈와 비교해도 명확히 달랐으며, 복부 곤돌라 총좌까지 하나의 기수에 매끈하게 통합된 구조였다. 이런 형상의 기수는 항력을 절감하는 동시에 더 나은 시야를 줄 수 있다는 것을 의미했다. 당시에도 이런 기수 형상은 너무 급진적인 것으로 여겨졌고, 결국 초기 생산형인 Ju 88A는 더 단순하고 각진 온실형 프레임에 방풍유리를 끼운 기수와 계단처럼 층이 진 소위 Step Nose 디자인으로 결정되어 생산에 들어갔다.
그렇지만 제국항공성은 Ju 88을 도입하는 순간 이미 대체 기종을 찾고 있었다. 새로운 슈넬봄버는 더 빠르고 높이 날며, 더 큰 탑재량을 실을 수 있는 새로운 설계여야만 했다. 이 야심적인 계획은 B 폭격기(Bomber B)라는 사업 명칭으로 가시화되었지만, Jumo 222 같은 2,500마력급 초강력 대형 엔진이 실전에 쓸 수 있을 정도의 신뢰성을 갖추지 못함에 따라 크게 지연되었다. 비록 융커스 Ju 288이 이 사업의 유력한 후보로 선정되긴 했으나, 거기 필요한 엔진은 언제 수령할 수 있을지 기약이 없었다.
그러자 Ju 88B 프로젝트가 시급한 요구에 대응하기 위해 임시변통으로 다시 제출되었다. 이 버전에서는 Ju 88B의 새로운 유선형 기수 설계와 함께 막 생산에 들어간 형식인 Ju 88A-1을 베이스로 활용했다. 여기 얹게 될 후보 엔진 중 하나인 유모 213은 최근에야 벤치 테스트를 시작했으며 1,500마력의 이 액랭 엔진은 냉각을 위해 재설계된 고리형 라디에이터 및 오일 냉각 시스템을 필요로 하고 있었다.
게다가 제국항공성은 신형 폭격기가 엔진 나셀을 개조하지 않고 원래 생산 설비에서 만들고 있던 크라프테이(Krafftei, 동력 계란)에 BMW 801 공랭 엔진을 수용할 수 있어야 한다고 규정했다. 이처럼 항공성은 Ju 88A형에 비해 약간의 개량만 되면 괜찮을 것이라며 요구사항을 제시했을 뿐이지만, 그 작업은 결코 쉬운 것이 아니었다. 이에 시제기를 만들고 있던 융커스 측은 BMW 139 공랭 엔진을 탑재할 것을 고려해줄 것을 제안했다. 그렇지만 이 엔진은 불과 몇 주 후에 취소되어버렸고, 이제 모든 디자인은 선택의 여지도 없이 더 새롭고 강력한 BMW 801로 옮겨지게 된다.

## 원형기
D-AUVS라는 식별번호가 부여된 Ju 88BV1 원형기는 1940년 초에 BMW 801A/B 엔진을 탑재하여 순조로운 첫 비행을 선보였다. 문제는 동체가 Ju 88A-1과 동일해서 일껏 엔진은 1,540마력으로 파워가 높아졌어도 폭탄창은 그대로여서 무장 탑재량도 그대로라는 것이었다. 이 개량형은 충분히 더 많은 하중을 감당할 여유가 있었고, 늘 더 많은 폭탄을 싣기 원했던 공군 수뇌부가 그걸 내버려둘 리가 만무했다. 외부 파일런이나 랙을 붙여 외장식으로 폭탄을 매달면 성능이 심각하게 저하되지만, 결국 엔진 외측 날개에 폭탄 파일런이 추가되었다.
여름 동안 Ju 88A-4 동체를 기반으로 10대의 Ju 88B-0가 완성되었다. A-4는 초기 Ju 88A-1의 다소 짧은 익폭인 18.26m와 비교하여 날개 끝을 연장시키는 둥근 윙팁을 붙여 20.08m로 긴 날개가 되었는데, 얄궂게도 이 연장 날개는 영국의 스핏파이어 연장형 날개와 비슷했다. 이런 기체의 변화는 무게 중심을 약간 이동시켰기 때문에 유리로 된 조종석은 항공기의 균형을 맞추기 위해 약간 더 길게 만들어졌는데, 이런 개량은 결과적으로 다른 승무원들의 시야도 더 좋게 해 주었다.
운용 테스트는 모두 성공적이었고 승무원들은 대체로 새로운 조종석 구조와 더 좋아진 시야를 칭찬했다. 그러나 항공성은 기존 Ju 88에 비해 성능이 조금 개선된 이 형식에 자원과 인력, 시간을 투자할 가치를 여전히 확신하지 못했다. 대신 기관포와 폭격 조준기, 외부 파일런을 전부 없애고 폭탄창에 연료탱크를 추가시켜 장거리 정찰기로 개조했다. 몇몇 기체들은 향후 추가 개발을 위해 데사우의 융커스 본사에 그대로 남겨졌다. 그 중 하나는 약간 개조된 BMW 801L 엔진과 13mm MG 131 중기관총을 장착한 전동식 포탑이 조종석 위에 장착되었다.
1942년까지 융커스의 B 폭격기 후보인 Ju 288은 준비되지 않을 것이며 Ju 88은 RAF와 소련제 전투기들이 빠르게 개량되어가는 것을 지켜보면서 점점 파국이 다가오고 있다는 것이 분명해졌다. 마침내 항공성은 Ju 88B의 작은 성능 향상도 생산할 가치가 있다고 판단하고 Ju 188이란 명칭으로 융커스 측에 정식 생산을 요청했다.
Ju 88E-0은 13mm MG 131이 거치된 테일건과 기수 기총도 전방으로 발사되며, 2정의 7.92mm MG 81Z 기관총이 후방으로 추가되었다. Ju 188은 영국 선박을 공격하기 위한 장거리 대함 공격 임무에 사용할 계획이었기 때문에, 2대의 다른 기체는 해상의 부력 테스트베드로 활용하게끔 엔진과 외측 날개를 제거했다. 두 번째 Ju 188 시제기는 또 다른 Ju 88A-4를 개조해 만들어졌으며, 이 기체는 고공 비행에 적합하도록 더 큰 사다리꼴 수직미익을 붙였는데 마침 이 개량 사양은 향후 야간전투기 형식인 Ju 88G에도 도입되었다. 원래 Ju 88V44로 알려진 이 기체는 나중에 Ju 188V1로 명명되었다.

1942년 10월, 드디어 양산형 Ju 188이 생산 라인에 올라갔다. 두 번째 원형기는 1월에 납품되었는데, 이 기체는 폭탄 파일런을 엔진 내측 날개 아래로 옮겼다. 1호기와 2호기 모두 2월부터는 급강하 폭격 시스템을 시험하기 시작했다. 항공성은 그 후 BMW 801 또는 유모 213 엔진을 골라 장착하거나 단순히 볼트로 고정하고 연결하기만 하면 되는 "파워 에그" 사양을 구현하도록 또 다른 설계 변경을 요청했다. 다행히도, 유모 213에 대한 우려는 이 엔진이 보여준 더 나은 고공 성능으로 상쇄되었다. 그래서 만약 유모 213을 이용할 수 있게 되는 즉시 엔진 사양을 바꿀 수 있다면, 항공기 생산을 약간 지연시키더라도 이치에 맞았다. Ju 188의 2호기는 1943년 9월(11월이라는 설도 있다)에 레힐린 비행센터에 도착했다.

## 양산과 개량
Ju 188은 1,730마력 Jumo 213A 또는 1,680마력 BMW 801G-2 엔진을 장착하도록 설계되었으나 원래의 계획과는 달리 환형 래디에이터의 재설계는 제외되었다. 두 엔진은 모두 A 시리즈와 유사한 광폭 3엽 블레이드 프로펠러를 구동시킨다. 엔진과 관계없이 두 모델 모두 A형이 될 예정이었으나 나중에 유모 액랭 엔진이 달린 것은 Ju 188A, 그리고 BMW 공랭 엔진이 달린 것은 Ju 188E로 다시 분류된다.
최초의 Ju 188E-1 폭격기형 3대는 1943년 2월에 BMW 엔진과 함께 납품되었고, 그 뒤를 이어 3월에 7대, 4월에 8대가 공군에 넘겨졌다. 5월에 편성된 실험부대인 Erprobungskommando 188이 일선 부대인 제6폭격항공단(KG 6)의 제1비행대(KG 6. I.)에 배속된 후인 1943년 8월 18일에 링컨셔 링컨(Lincoln, Lincolnshire)에 있는 공장에 3대의 Ju 188E-1이 기습 폭격을 가한 것이 첫 임무였다. 1943년 10월 20일부터 Ju 188은 폭격기 편대의 선두에 나서서 길잡이를 해주는 패스파인더 임무에 나섰다. 독일 공군에서 오직 2대의 폭격항공단 - KG 2와 KG 6 - 만이 Ju 188로 운용 기체를 통일시킨 부대였으며 KG 26과 KG 66이 일부 기체를 운용했다. 생산된 항공기 중에서 절반이 정찰기였고, 정찰기 형식은 10개의 정찰 부대가 운용했으니 사실 Ju 188은 폭격기보다는 정찰기로 보는 시각이 옳을 것이다. 이러한 견해는 1944년 여름부터 연합군의 집중 폭격으로 인한 연료 부족으로 거의 모든 Ju 188이 비행 중단 상태에 들어가자 루프트바페가 제트 엔진을 갖춘 Arado Ar 234를 취역시킬 때까지 장님이 되었던 것을 미뤄보면 더욱 뒷받침되는 주장이다.
전용 생산 공장 2개가 추가되어 생산이 본 궤도에 오르자 연말까지 Ju 188은 F형까지 포함해서 283대가 납품되었다. 대부분의 가동 기체들은 13mm MG 131 대신 노즈와 복부 포탑에 20mm MG 151/20 기관포를 장착했다는 점만 원형기와 달랐다. MG 131은 Ju 188E-1이나 G-2에 장착하려고 했지만, A와 E 시리즈의 중무장은 MG 151/20이었다. Ju 188E-2는 어뢰를 탑재하는 뇌격기로 제작되었지만 기본적인 사양은 Ju 188A-3와 같았다.
A와 E형은 동시에 일선 부대로 보내질 예정이었으나 유모 엔진은 아직 준비되지 않았다. 첫 번째 Ju 188A-1은 BMW 버전 직후에 출고되었지만, 속도는 훨씬 느렸다. 1943년 말엽 마침내 배송이 이루어졌을 때, 유모 엔진은 이륙이나 필요할 경우 잠시 동안 2,210마력으로 파워를 끌어올려주는 MW 50 메탄올 부스터를 쓸 수 있게 되었다. 이 엔진을 올린 기체는 Ju 188A-2로 알려졌고 1944년 초부터 부대 수령을 시작했다.
해상 타격 임무용으로 어뢰를 탑재할 수 있는 폭탄창과 UHF 대역 해상 탐색 레이다인 FuG 200 호엔트비엘(Hohentwiel)을 장비한 개량형은 Ju 188E-2와 Ju 188A-3로 전달되었다. 다른 유일한 차이점은 외측 날개의 파일런이 제거된 것이었다. 이 모든 장점에도 불구하고 Ju 188은 Ju 88에 비해 약간 개선되었을 뿐이다. 폭탄창 사이즈나 탑재량도 그다지 늘어나지 않아서 비록 더 큰 무장을 외부에 매달아 운반할 수 있었지만, 그러면 성능이 뚝 떨어졌다. 이때까지도 일반적인 Ju 188의 최대속도는 523 km/h 이하에 불과했으니, 공군이 이 사업에 투자한 노력을 고려할 때 저조한 성과였다. 그밖에 배면 포탑을 강화하는 연구가 진행되어 이런저런 추가 무장들이 기체 복부에 시험 장착되었고, 후방 경계와 방어를 위한 테일건을 붙이려는 다양한 프로젝트들도 시도되었지만 결국은 포기되었다.
유모 213의 더딘 생산 진도로 인한 납품 지연 문제는 완전히 해결되지 않았고 대량으로 생산된 모델은 BMW 801을 탑재한 E형 뿐이었다. 심지어 그 당시엔 거의 구할 수 없었기 때문에, 그 엔진들은 보통 Ju 88 부대에 보내졌고, 일선 부대에서는 장거리 임무나 높은 성능이 필요한 특수 임무에 그 엔진을 단 기체를 날렸다. 1944년 여름에 이 폭격기는 생산이 중단되기 전에 약 500대의 Ju 188A와 E형의 각 파생형들이 생산되었다.

## Ju 188C
원래 Ju 88B와 혼동을 피하기 A와 E형 모두 A형으로 불리고 B형은 건너 뛰고 Ju 188C가 다음 모델이 될 것이었다. C형은 몇 안 되는 A-1 기체를 개조하여 일종의 시제기로 완성되었다. 모터로 작동하는 새로운 전동 리모콘 포탑 FA 15가 꼬리에 장착되었고 여기에는 13mm MG 131이 2정 거치되어 조종석에 준비된 이중 조준경으로 조준하고 사격하는 장치가 달렸다. 이런 복잡한 구조는 방어 화력을 높이기 위해서였지만 신뢰성이 너무 떨어져 C형은 1대의 시험 제작으로 그치게 된다.

## Ju 188D / F
1944년 초부터 이 폭격기는 A형과 E형의 정찰기 버전에 초점을 맞추기로 결정했다. 이 비무장 형식은 폭탄 조준기와 전방 고정무장을 제거하면서 개조되었고, 항속거리를 3,400 km로 늘리기 위해 연료 탱크가 추가되었다. Ju 188D-1은 A-1과 비슷했고 Ju 188D-2는 기수에 해상초계용 레이다를 가지고 있었다. E형과 유사한 파생형은 Ju 188F-1과 Ju 188F-2였으나 모두 소수만 생산되는데 그쳤다.

## Ju 188G / H
Ju 188에 따라와버린 Ju 88의 문제점 중 하나는 폭탄을 탑재할 내부 공간이 비좁다는 것이었다. 두 기종 모두 폭탄의 대부분을 주익 파일런에 싣고 다녔고, 그 때문에 일껏 끌어올린 성능이 다시 떨어지는 것을 피할 수 없었다. 이 문제는 G 및 H형에서 다루어져야 할 사항으로, 동체 아래에 패니어를 추가하여 더 넓은 내부 공간을 확보했다. 이 개조 작업은 C형에서 시도된 원격 제어 포탑 대신 사수가 들어가는 유인 포탑을 설치하기에 충분한 공간이 생겼으나 시험 결과 이 방어포탑도 FA 15만큼 제한적인 것으로 판명되었다. 그 포탑은 너무 작아서 가장 체구가 작은 선별된 승무원만 겨우 들어갈 수 있었고 낙하산은커녕 비상시에 몸을 피할 수 있는 공간이 없었다. 항공성은 유인 포탑을 거부하고 신뢰할 수 없더라도 FA 15를 장착할 계획이었다. 이상하게도, 이 설계는 더 이상 필요하지 않아 제거된 뒤에도 후방 포수를 위한 인터컴이나 탑승 해치 같은 필요없어진 기능을 여전히 가지고 있었다. Ju 188G-2는 Ju 188H-2로 알려진 정찰형과 함께 BMW 801 엔진만 장비하기로 되어 있었다. Ju 188G는 전쟁이 끝나기 전까지도 생산 라인에 오르지 않았다. 완성된 몇 안 되는 Ju 188G는 Ju 287 프로토타입의 제작에 활용되었다.

## Ju 188R
1944년 여름에는 공대공 레이다를 추가하고 20mm MG 151/20 기관포 4문 또는 30mm MK 103 기관포 2문을 기수에 장착한 3대의 E형이 야간전투기로 개조되었다. 시야가 극히 재한되는 야간 요격 임무에서는 Ju 188의 자랑거리인 우수한 시야가 별로 필요없었고, 추가된 레이다 안테나가 빚어내는 항력이 속도를 20 km/h나 떨어뜨렸기 때문에 Ju 188R-0도 생산 명령은 받지 않았다.

## 고공 형식
1943년이 저물기 전까지만 해도 Ju 188은 쓸만한 고성능 폭격기로 인식되고 있었다. 따라서 독일 공군은 익면적을 높이고 대기가 희박한 고공에서 임무를 수행할 수 있는 여압 조종석을 갖추도록 모든 생산형을 업그레이드할 계획이었다. 또한 구축전투기 형식인 Ju 188J와 고속폭격기 형식 Ju 188K, 그리고 고공정찰기인 Ju 188L 등 3가지 버전을 주력 모델로 생산할 계획을 세우고 있었다. Ju 88과 마찬가지로, Ju 188의 최신 3가지 사양은 모두 곤돌라를 제거하여 보다 깔끔한 형상으로 이어졌으며, 폭격기와 정찰기는 G와 H 모델의 동체 대신 중앙 동체 아래에 긴 패니어를 추가해 이 공간에 폭탄을 비롯한 페이로드를 실을 것이었다.
방어용 무장을 갖추지 않고 날개가 더 길어진 버전이 Ju 188 전투기와 Ju 188T가 되었다. 유모 213E-1 엔진이 이륙시 2,020마력, 고도 9,500 m에서 1,670마력을 유지할 수 있으면 Ju 188T는 700 km/h라는 꿈만 같은 속도에 도달할 수 있을 것으로 여겨졌다. 이 고도에서 운용되는 Ju 188은 단지 800 kg의 폭탄만을 탑재할 수 있었다. 이들 중 어느 것도 생산을 시작하기 전에 전체 라인업이 Ju 388로 이름이 바뀌었고, 그것으로 Ju 188 시리즈는 생산 중지가 결정되었다.

## 같이 보기
- 융커스 Ju 88
- 드 하빌랜드 모스키토